# Vážany (ort i Tjeckien, Zlín)
Vážany är en ort i Tjeckien.   Den ligger i distriktet Okres Uherské Hradiště och regionen Zlín, i den östra delen av landet, 240 km sydost om huvudstaden Prag. Vážany ligger 309 meter över havet och antalet invånare är 400.
Terrängen runt Vážany är platt åt sydost, men åt nordväst är den kuperad. Runt Vážany är det tätbefolkat, med 257 invånare per kvadratkilometer. Närmaste större samhälle är Uherské Hradiště, 11,4 km öster om Vážany. Trakten runt Vážany består till största delen av jordbruksmark.